# Open Database Connectivity
Open Database Connectivity (ODBC) en standardiserad åtkomstmetod för databaser utvecklad av SQL Access group 1992. 
Målsättningen med ODBC är att möjliggöra att komma åt data från alla applikationer oavsett vilken databashanterare (DBMS) eller vilket operativsystem man använder. ODBC hanterar detta genom att lägga in ett mellanlager som kallas "database driver", mellan applikationen och DBMS. Meningen är att lagret skall översätta applikationens databasfrågor till kommandon som DBMS förstår; där databasfrågorna vanligtvis skrivna i databasspråket SQL. För att detta skall vara möjligt måste både DBMS och applikation vara ODBC-kompatibla. Alltså måste både applikationsutvecklare och drivrutinsutvecklare programmera mot standardiserade API:er.